# باتافي (قبيلة جرمانية)

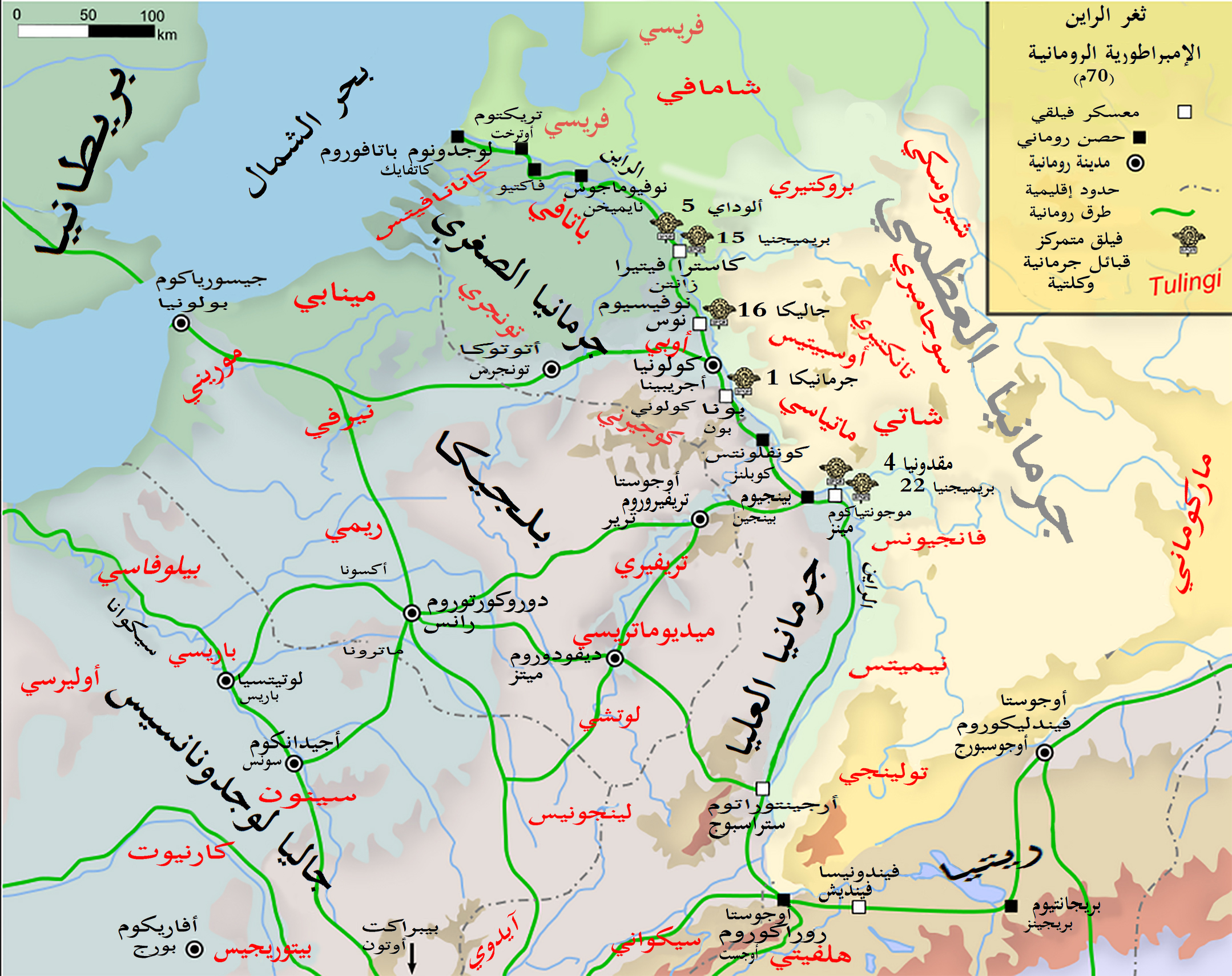
حدود الراين حوالي سنة 70م.

باتافي كانت قبيلة جرمانية قديمة عاشت في جميع أنحاء دلتا الراين، في المنطقة التي أطلق عليها الرومان باتافيا، من النصف الثاني من القرن الأول قبل الميلاد إلى القرن الثالث الميلادي. يتم تطبيق الاسم أيضاً على عدة وحدات عسكرية استخدمها الرومان والتي كانت ظهرت في الأصل بين الباتافيين. وربما اشتق اسم القبيلة من 'batawjō' («الجزيرة الجيدة»، من الجرمانية -bat «جيدة، ممتازة» وawjō «الجزيرة، أرض قرب المياه»)، [بحاجة لمصدر] يشير إلى خصوبة المنطقة، وهي اليوم معروفة باسم «سلة فواكه fruitbasket هولندا» (بيتوفه).

## الموقع
لا يذكر يوليوس قيصر الباتافي في سجله «تعليقات على الحرب الغالية»، إلا أنه يسود الاعتقاد بتأسيسه الحرس الشخصي الجرماني لسلالته، الذي سيطر عليه الباتافي على الأقل لأجيال لاحقة. إلا أنه ذكر وجود «جزيرة باتافية» في نهر الراين. يقع القسم الأقصى شرقًا من الجزيرة على نقطة تقاطع في نهر الراين، حيث يقع أحد ذراعيها على فرع نهر الفال، والآخر على نهر الراين السفلي (من هنا جاء اسم الجزيرة «جزيرة الباتافي»). في وقت لاحق، كتب تاسيتس أن أصلهم يعود لقبيلة خاتيو، وهي قبيلة في ألمانيا لم يذكرها قط قيصر (إلا في حال كان يقصد بهم «السويبيون»، أجبرهم الخلاف الداخلي على الانتقال إلى موطنهم الجديد. لا يعرف الوقت الذي حدث فيه ذلك، لكن قيصر وصف حدوث حركات قسرية لقبائل من الشرق في زمانه، كالأوسيبتيين والتينستيري.
أفاد تاسيتس أيضًا بأن المنطقة كانت قبل وصولها «غير مأهولة بالسكان على طرف ساحل الغال، وكذلك جزيرة مجاورة، يحيطها المحيط من المقدمة، ونهر الراين من الخلف وعلى كلا الجانبين». إلا أن هذا الرأي يتناقض مع الأدلة الأثرية، التي تظهر سكانًا استمر وجودهم منذ القرن الثالث قبل الميلاد على الأقل.
اعترف دروسوس، الذي بنى حصنًا ضخمًا ومقرًا على الطراز الإمبراطوري، بالموقع الاستراتيجي، الذي تلاقى مع الضفة العليا لنهر الفال مما منح نظرية حرة على باربيريكوم الجرمانية (جرمانيا ترانشنانا أو جرمانيا وراء نهر الراين). بقي الحصن قيد الاستخدام حتى الثورة الباتافية.
تشير الأدلة الأثرية إلى أنهم عاشوا في قرى صغيرة مؤلفة من 6 إلى 12 منزلًا في الأراضي كثيرة الخصوبة بين النهرين، وعاشوا على الزراعة وتربية الماشية. دل العثور على هياكل أحصنة في القبور لديهم على اهتمام شديد بالفروسية. بني مركز إداري روماني على الضفة الجنوبية لنهر الفال (مدينة نايميخن حاليًا)، دعي بأوبدييوم باتافورم. كان الأوبيديوم عبارة عن مستودع مصحن، حيث كانت خزائن القبيلة تحفظ وتصان. دمر هذا المركز خلال الثورة الباتافية. لعب مجموعة سميتيوس دورًا مفيدًا في تسوية النقاش حول موقع الباتافي بالضبط.

## الوحدات العسكرية
أول قائد باتافي معروف هو كاريوفالدا، الذي قاد هجوما عبر نهر فيزر ضد تشيروسكي بقيادة أرمينيوس خلال حملات جرمانيكوس في جرمانيا ترانشنانا.

وصف تاسيتس في كتابه «حول أصل ووضع الجرمان» الباتافي بأنهم أشجع قبائل المنطقة، الذين كانوا أشداء في الحروب الجرمانية، مع انتقال الأفواج تحت قيادتهم إلى بريتانيا. حافظوا على شرف المعاشرة القديمة للرومان، ولم يطلب منهم دفع جزية أو ضرائب، واستخدمهم الرومان فقط أوقات الحرب، إذ يقول تاسيتس: «لم يقدموا للإمبراطورية سوى الرجال والأسلحة». عرفوا جيدًا بمهارتهم في الفروسية والسباحة، إذ تمكن الرجال وخيولهم من عبور نهر الراين دون خسارة في التشكيل، حسبما ذكر تاسيتس. يصف كاسيوس ديو التكتيك المفاجئ الذي شنه أولوس بلاوتيوس ضد «البرابرة» (السلتيين البريطانيين) في معركة نهر ميدواي قائلًا:
تصور البرابرة أن أهل روما لن يتمكنوا من عبوره من دون جسر، ولذلك عسكروا في العراء بطيش غير مدروس على الضفة المقابلة؛ ولكنه أرسل عبر النهر مجموعة من رجال القبائل الجرمانيين، الذين تعودوا السباحة بسهولة مطلقة بدروع كاملة عبر الجداول النهرية الأكثر اضطرابًا. من هناك انسحب البريطون إلى نهر التايمز عند نقطة بالقرب منها تفرغ إلى المحيط، وتشكل بحيرة وقت المد. عبروا هذا بيسر لأنهم كانوا يعرفون أين يمكن العثور على أرض ثابتة يمشون عليها والممرات السهلة في هذه المنطقة؛ لكن الرومان لم يلقوا النجاح ذاته في محاولة اتباع هذه المبادئ. سبح الألمان النهر مجددًا فيما عبر آخرون جسرًا بعيدًا قليلًا عن المجرى، وبعد ذلك هاجموا البرابرة من جوانب عدة في آن واحد وقتلوا كثيرًا منهم (كاسيوس ديو، التاريخ الروماني، الكتاب 60:20).
إنه لمن غير المؤكد معرفة كيف استطاعوا إنجاز مثل ذلك العمل البطولي. يذكر فيغيتوس، الكاتب في أواخر القرن الرابع في الشؤون العسكرية الرومانية، استخدام الجنود قوارب من الخيزران، مشدودة بحبال من الجلد، لنقل المعدات عبر الأنهر. إلا أن المصادر تشير إلى قدرة الباتافي على السباحة عبر الأنهر وهم يرتدون الدروع الكاملة ويحملون الأسلحة. لم يكن هذا ليتحقق إلا باستخدام أداة طفو: يذكر المؤرخ أميانوس مارسيليانوس أن فوج كورنوتي الروماني سبح عبر أحد الأنهر مستخدمًا الدروع «كما لو زوارق». إذ لكون الدروع خشبية، ربما تكون قد ساعدت على الطفو.
استخدم الباتافي لتشكيل القسم الأكبر من الحرس الشخصي للإمبراطور الجرماني من أغسطس قيصر إلى الإمبراطور غالبا. فضلًا عن فرقة لخلفائهم غير المباشرين، مثل سلاح الفرسان الشخصي للإمبراطور.
استخدمت الفرقة الباتافية في هجوم برمائي على جزيرة أنغلزي، مما فاجأ الدرويد المجتمعين، إذ كانوا يتوقعون فقط سفنًا رومانية.
عثر على العديد من المذابح وحجارة القبور لأفواج الباتافي، التي يعود تاريخها إلى القرن الثاني والقرن الثالث، على طول سور هادريان، لا سيما في كاسلكاري وكراوبورغ. كذلك أيضًا في ألمانيا ويوغوسلافيا وهنغاريا ورومانيا والنمسا.

### ثورة الباتافي
رغم التحالف، أعدم فونتيوس كابيتة أحد الباتافيين رفيعي المستوى، يدعى يوليوس بولوس، بتهمة باطلة هي التمرد. اقتيد نسيبه جايوس يوليوس سفيلايس في موكب مكبّل بالسلاسل في روما أمام نيرون؛ رغم تبرئة الإمبراطور غالبا له، إلا أنه استبقي في روما، وعندما عاد إلى عشيرته في سنة الاضطراب في الإمبراطورية الرومانية، 69، قاد ثورة باتافية. تمكن من الاستيلاء على كسانتن، وفقد الرومان فيلقين، في حين سيطر المتمردون على فيلقين آخرين (هما جرمانيكا و165 غاليكا). مثل التمرد حينها تهديدًا حقيقيًا على الإمبراطورية عندما تصاعد الصراع إلى شمالي أرض الغال وجرمانيا. رد الجيش الروماني وغزا منطقة باتافيا. بني جسر فوق نهر ناباليا حيث اقتربت الأطراف المتحاربة من بعضها البعض على كلا الجانبين للتفاوض من أجل إحلال السلام. رويت القصة بتفصيل كبير في الكتاب الرابع من تاريخ تاسيتوس، إلا أن الرواية، مع الأسف، تنفصل فجأة عند ذروتها. بعد الانتفاضة، تمركز فيلق ليجيو إكس جيرمانيا في حصن عسكري روماني لمراقبة الباتافيين.

## مصير الباتافيين
ذكر الباتافيون سنة 355 خلال حكم قسطنطيوس الثاني (317-361)، عندما كانت جزيرتهم خاضعة لهيمنة الساليين، وهي القبيلة الفرنجية التي طلبت الحماية الرومانية هناك سنة 297 بعد أن طردهم الساكسون من بلدهم.
أضاف قسطنطيوس غالوس سكان باتافيا إلى فيالقه «الذين أمكن الاستفادة من انضباتهم» حسب قوله. افترض أنهم اندمجوا مع الساليين قبل وقت قصير أو بعده من طردهم من قبل قبيلة أخرى (ربما كانت شامافي)، وأكملوا هجرتهم اللاحقة إلى توكساندريا. في الجيش الروماني الأخير كانت هناك وحدة تدعى باتافي.
ينحدر اسم بلدة باساو البافارية من الباتافية الرومانية التي سميت على اسم الباتافي. اسم البلدة قديم لأنه يظهر التأثيرات النموذجية لتبدل الأحرف الساكنة في الألمانية العليا (b> p، t> ss).